# Дербенёв, Виталий Вячеславович
Виталий Вячеславович Дербенёв (бел. Віталій Дзербянёў; 5 августа 1976, Могилёв — 2 мая 2022) — белорусский тяжелоатлет, многократный чемпион Белоруссии, четырёхкратный чемпион Европы (2002, 2003, 2006, 2010), участник Олимпийских игр (2000, 2004, 2008). Заслуженный мастер спорта Республики Беларусь (2004).

## Биография
Занимался тяжёлой атлетикой под руководством Анатолия Лобачёва. В 1996 году был серебряным призёром чемпионата мира среди юниоров, после чего стал привлекаться в состав национальной сборной Белоруссии. В 2000 году участвовал в Олимпийских играх в Сиднее, где занял 7-е место.
На протяжении 2000-х годов входил в число ведущих атлетов наилегчайшего веса не только в Белоруссии, но и в Европе. В 2001, 2004, 2005 и 2007 годах становился призёром чемпионатов Европы, а в 2002, 2003, 2006 и 2010 годах завоёвывал звание чемпиона континента. В 2004 году на Олимпийских играх в Афинах был близок к получению медали, но, показав одинаковый результат с бронзовым призёром Седатом Артучем (Турция), уступил ему по собственному весу и остался четвёртым.
В 2011 году из-за проблем со сгонкой веса и хронической травмы плеча принял решение завершить свою спортивную карьеру.
Скончался 2 мая 2022 года.